# San Basile
San Basile là một thị xã và comune  ở tỉnh Cosenza trong vùng Calabria miền nam nước Ý.
Đô thị San Basile có diện tích 18 ki lô mét vuông, dân số thời điểm năm 2007 là 1283 người.
Đô thị này có các đơn vị dân cư (frazioni) sau: